# Sphaeromeria diversifolia
Sphaeromeria diversifolia là một loài thực vật có hoa trong họ Cúc. Loài này được (D.C.Eaton) Rydb. miêu tả khoa học đầu tiên năm 1916.